# 山梨縣護國神社
山梨縣護國神社（やまなしけんごこくじんじゃ）は、山梨県甲府市にある神社（護国神社）である。西南戦争以来の山梨県関係の戦没軍人・軍属の戦死者25062柱(令和元年現在)を祀る。

## 略歴
明治12年（1879年）、招魂社として市内太田町に建立されたことに始まる。昭和17年（1942年）に現在地に遷座し、昭和19年（1944年）、山梨縣護國神社に改称した。戦後の一時期、山梨宮に改称していた。現在「山梨宮」は、山梨県出身の殉職自衛官などを祀る摂社の名前になっている。近隣にある「躑躅ヶ崎霊園」はかつての陸軍墓地が基盤であり、殉職した兵士の遺骨は護国神社内に改装されている。
現鎮座地である岩窪は甲府藩主柳沢氏の菩提寺である黄檗宗寺院永慶寺の所在地で、永慶寺は享保9年の甲斐国一円が幕府直轄領化された際に大和郡山に移転された。また、山梨県内有数の桜の名所としても知られている。
建物は、昭和17年（1942年）建築。主に全国護国神社設計を行った、内務省神社局の角南隆による設計プラン。護国神社は祭典に祭神の遺族、関係団体等の参列が非常に多いことから、拝殿前に広場を設けており「拝殿等の祭典を行う社殿建築は、この広場と連携して祭儀の際にも支障なく、平時に於いてもよく調和するものでなくてはならぬ」という考えに基づいている。

## 交通
- JR甲府駅北口2番のりばより山梨交通バス「武田神社」行きまたは「積翠寺」行きに乗車し、「護国神社入口」バス停下車、徒歩約10分。

## ギャラリー

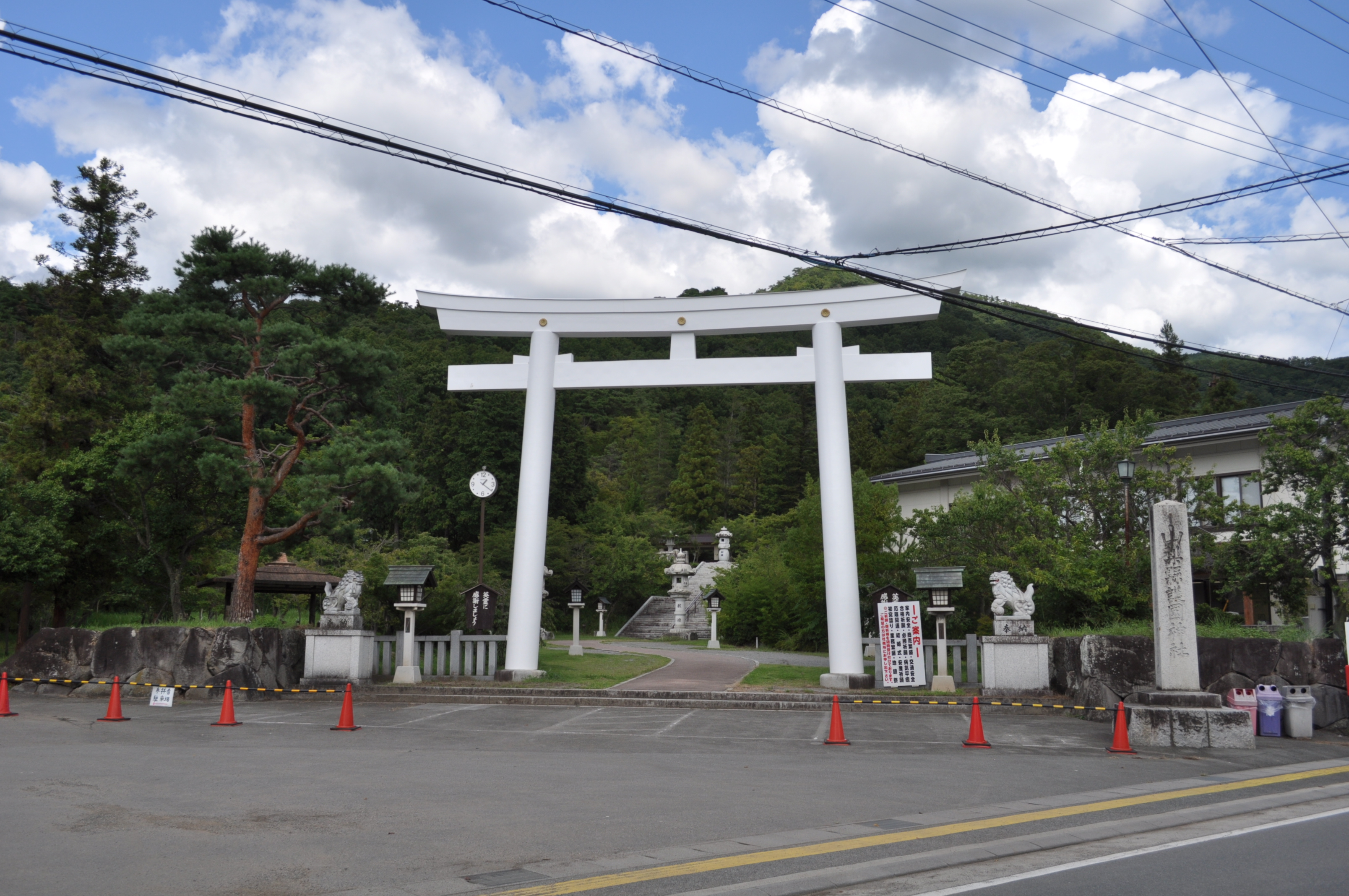
公道から入口を見る（2017年8月17日撮影）
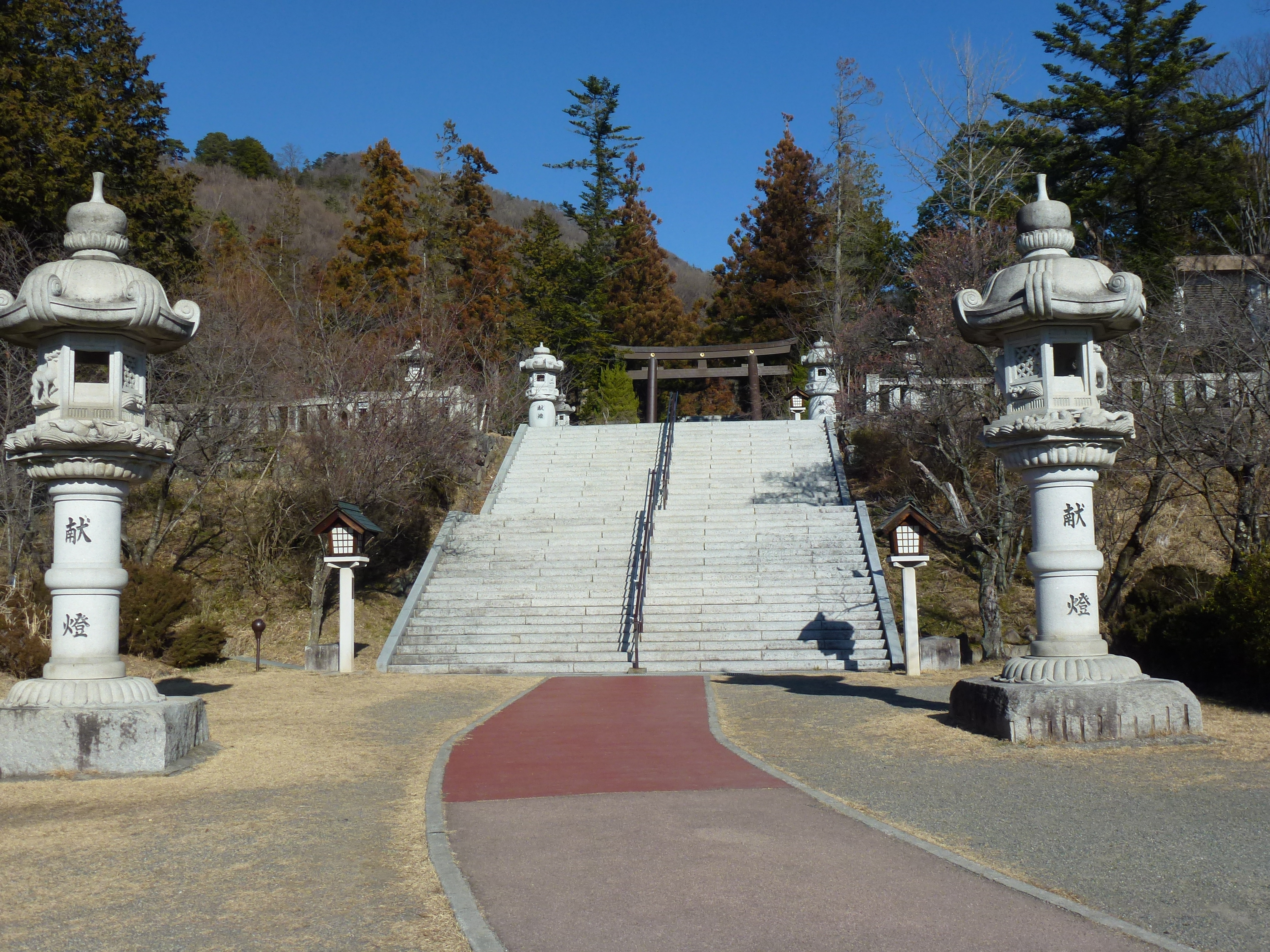
階段（2013年2月）
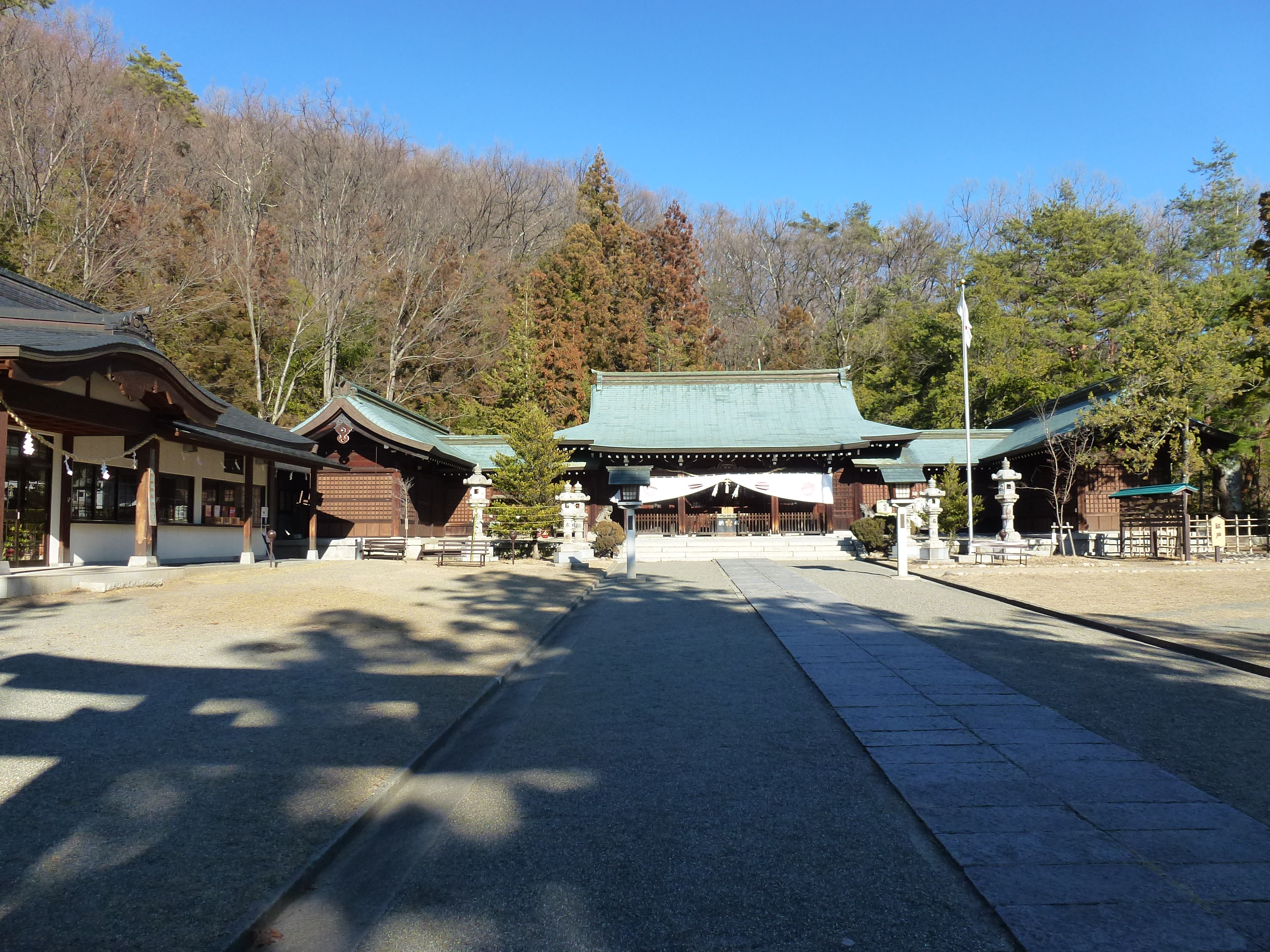
社殿（2013年2月）